# Diplasioteri
Els diplasioteris (Diplasiotherium) són un gènere extint de mamífers litopterns de la família dels proterotèrids que visqueren a Sud-amèrica durant el Messinià (Miocè superior), fa entre 5,3 i 7,2 milions d'anys. Se n'han trobat restes fòssils a les províncies argentines de Buenos Aires i La Pampa. Eren els proterotèrids més grossos coneguts, amb un pes de gairebé 400 kg en el cas de l'espècie D. robustum. El crani feia aproximadament 30 cm de llargada. Es diferencien dels seus parents propers pel fet de tenir les corones de les dents molars més altes.